# Doktor House
A Doktor House (House, M.D.) amerikai kórházi drámasorozat, mely 2004. november 16-án debütált a Fox csatornán. Magyarországon 2006. március 22-étől sugározta a TV2 az első évadot. A sorozatot David Shore és Paul Attanasio jegyzi, a Fox hivatalosan Shore-t nevezte meg kitalálóként. A sorozat főszereplője dr. Gregory House (Hugh Laurie), egy zseniális elméjű orvos-diagnoszta a Princeton‑Plainsboro Egyetemi Kórházban (Princeton-Plainsboro Teaching Hospital, PPTH), New Jerseyben. A szereplő feltűnően hasonlít Sherlock Holmesra: mindketten zseniális gondolkodók, zenélnek, kábítószert használnak, zárkózottak és barátságtalanok. A történet koncepcióját Attanasio, a címszereplőt Shore találta ki. A producerek Shore és Attanasio mellett Katie Jacobs és Bryan Singer. A forgatási helyszín legtöbbször Century City a kaliforniai Los Angelesben.
Dr. House gyakran kerül konfliktusba főnökével, a kórház igazgatójával, dr. Lisa Cuddyval (Lisa Edelstein), valamint a diagnosztacsoportjával, mivel a hipotézisei általában vitathatóak és meghökkentőek. Egyetlen barátja dr. James Wilson (Robert Sean Leonard), az onkológia vezetője. Az első három évadban dr. House csapatába tartozik dr. Robert Chase (Jesse Spencer), dr. Allison Cameron (Jennifer Morrison) és dr. Eric Foreman (Omar Epps). A harmadik évad végén a csapat feloszlik, Foreman azonban visszatér és dr. House három új csapattagot választ: dr. Remy Hadley-t (Olivia Wilde, aki egyébként szerepelt a második évadban újságíróként), dr. Chris Taubot (Peter Jacobson) és dr. Lawrence Kutnert (Kal Penn). A korábbi csapat többi tagja is feltűnik, a kórház más osztályain. Kutner szerepét az ötödik évad végén kiírták a sorozatból, mivel megformálója a Fehér Házban kapott állást.
A Doktor House pozitív kritikákat kapott és a legnézettebb sorozatok egyike lett. Az Egyesült Államokban a másodiktól a negyedik évadig a tíz legnézettebb sorozat között volt, a 2008–09-es évad a tizenkilencedik helyre esett vissza. Hatvanhat országban vetítik, 2008-ban a világ legnézettebb televíziós sorozata volt. Számos díjat kapott, többek között két Golden Globe-ot és öt Primetime Emmyt.

## A háttér

### A koncepció
2004-ben David Shore és Paul Attanasio, valamint Attanasio üzleti partnere, Katie Jacobs egy CSI-hoz hasonló, orvosi nyomozósorozatként jellemezte az akkor még cím nélküli sorozatot a Foxnak, egyfajta kórházi whodunit típusú történetnek, melyben az orvosok a tüneteket és azok lehetséges okait nyomozzák. Attanasiót a The New York Times Magazine "Diagnózis" című rovata ihlette meg. A Fox megvette az ötletet, de az akkori elnök, Gail Berman kijelentette, hogy nem akar fehér köpenyes orvosokat látni a folyosókon. Katie Jacobs szerint ez a feltétel is közrejátszott abban, hogy a sorozat végleges koncepciója kialakuljon.
Miután a Fox megvette a sorozatot, a Chasing Zebras, Circling the Drain munkacímet kapta. Az eredeti elképzelés szerint a sorozat egy orvoscsoportról szólt, akik megpróbálják „diagnosztizálni a diagnosztizálhatatlant”. Shore úgy vélte, fontos, hogy legyen egy érdekes központi szereplő, aki képes feltérképezni a páciensek személyiségét és diagnosztizálni a betegségüket azáltal, hogy rájön a titkaikra és leleplezi a hazugságaikat. Ahogy Shore és csapata elkezdte feltérképezni a karakter lehetőségeit, a koncepció átalakult, sokkal inkább fókuszált a főszereplőre, mint az orvoscsapat nyomozómunkájára. A főszereplőt House-nak nevezték el, majd a sorozat is róla kapta a nevét. Shore tovább dolgozott a szereplők jellemén, és megírta a forgatókönyvet a pilot epizódhoz. Bryan Singer, aki a pilot epizódot rendezte, és a szereplőválogatás során is fontos szerepet játszott, úgy nyilatkozott, hogy „a pilot címe Everybody Lies (Mindenki hazudik), ami a sorozat lényegét is kifejezi.” Shore elmondta, hogy az első néhány epizód történetének ötlete Berton Roueché a The New Yorker számára írt riportjai alapján született, aki 1944 és 1994 között szokatlan orvosi esetekről számolt be.
Shore a címszereplő jelleméhez saját, páciensként szerzett tapasztalatait használta fel: „Tudtam, hogy amint elhagytam a szobát, azonnal gúnyolódni kezdenek [a tudatlanságomon] és úgy gondoltam, érdekes lenne egy olyan szereplő, aki mindezt még a szoba elhagyása előtt megteszi.” Úgy tervezték, hogy a sorozat központi elemének egyike a főszereplő valamilyen fogyatékossága lesz majd. Az eredeti elképzelés szerint House kerekesszékben ült volna, de a Fox elutasította ezt a lehetőséget. Jacobs később elmondta, hogy tulajdonképpen hálás a csatornának, amiért rákényszerítették őket a szereplő újratervezésére, mivel a két lábon álló House elengedhetetlen fizikai dimenziót kölcsönzött a karakternek. Az írók végül úgy döntöttek, hogy egy rossz diagnózis miatt House egyik lába nem működik megfelelően, s emiatt az orvos bottal kényszerül járni, valamint fájdalomcsillapító-függővé is válik.

#### Utalások Sherlock Holmes-ra

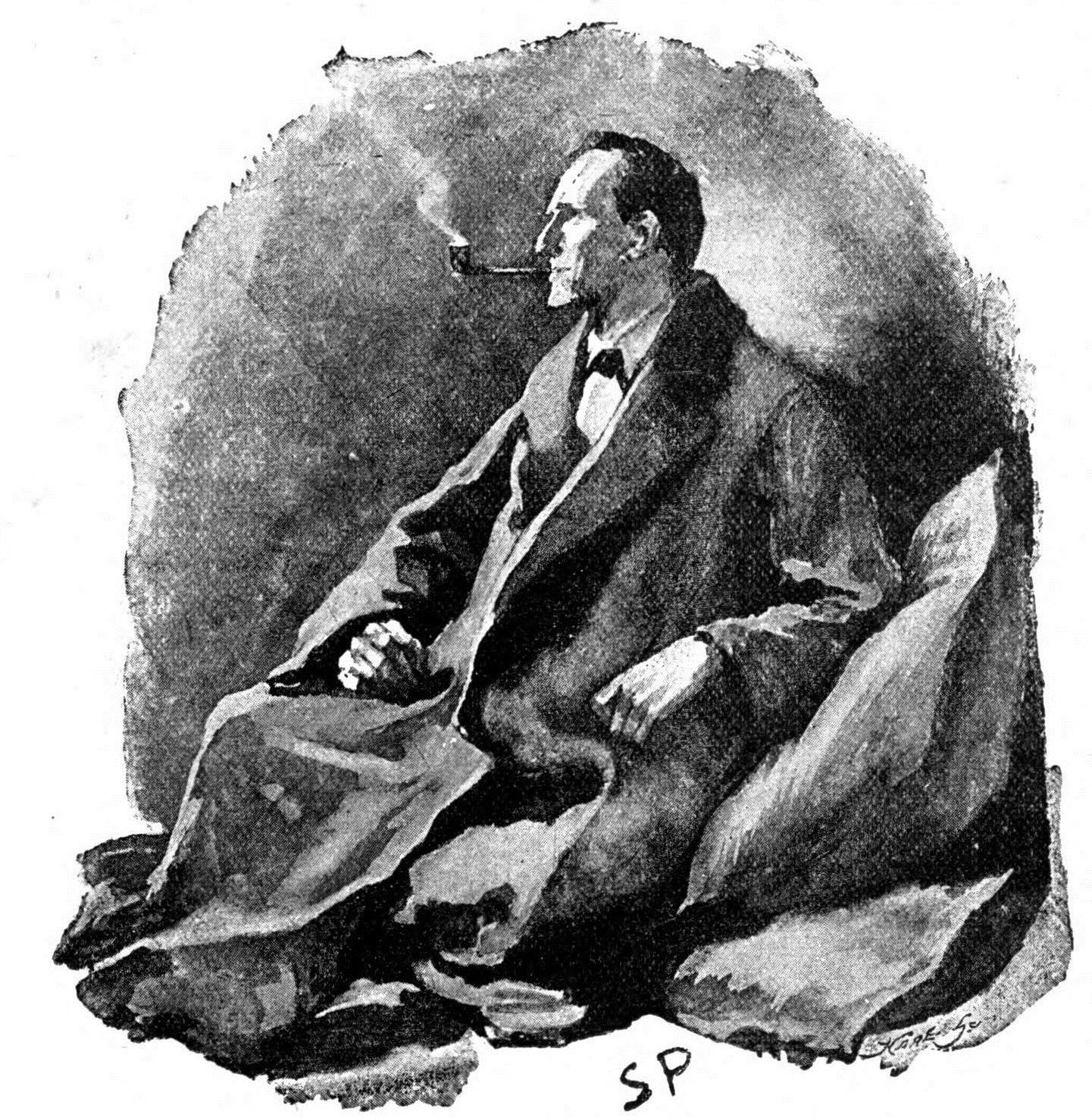
Sherlock Holmes, House alakjának ihletője

Gregory House személye sokban emlékeztet Arthur Conan Doyle Sherlock Holmesára. Shore elmondta, hogy mindig is nagy Holmes-rajongó volt, és úgy vélte, a szereplő közönyössége igazán egyedi vonás. A hasonlóság felfedezhető például abban, ahogy House elemzi a páciensek személyiségét, a következtető érvelésében, és abban, hogy nem nagyon hajlandó olyan esetekkel foglalkozni, melyek nem érdekesek a számára. Vizsgálati módszerében House rendre kizárja azokat az okokat, amelyek szerinte nem jöhetnek szóba; Holmes is hasonló módszerrel dolgozik. Mindkét szereplő zenél (House zongorázik, gitározik és harmonikázik, Holmes hegedül) és mindkettő kábítószerfüggő (House a Vicodin rabja, Holmes alkalmanként kokaint használ). House és Wilson kapcsolata is Holmes és dr. Watson kapcsolatát idézi. Robert Sean Leonard szerint House és Wilson (akinek még a neve is hasonlít Watsonére) eredetileg többet dolgoztak volna együtt, úgy ahogy Holmes és Watson; szerinte House csapata vette át Watson szerepét. Shore úgy nyilatkozott, hogy House neve hódolat Holmes előtt. House házának száma, akár csak Holmes-é, 221B.
A főbb jellemzőkön kívül az egyes epizódokban is felfedezhetőek hasonlóságok a Holmes-történetekkel. A pilotepizód fő páciense Rebecca Adler, akinek a neve kísértetiesen emlékeztet Irene Adlerre a Holmes-sorozatból. A 2. évad utolsó epizódjában House-t meglövi egy férfi, akit Moriartynak hívnak – Holmes ellenségét szintén így hívják. A 4. évad Kis karácsony, nagy hazugság című epizódjában House egy Conan Doyle-könyvet kap karácsonyi ajándékként. Az 5. évad Öröm a világnak című epizódjában House egy Joseph Bell-könyvet használ a csapata megvicceléséhez – ez a könyv inspirálta Conan Doyle Sherlock Holmes-figuráját.

### A készítők

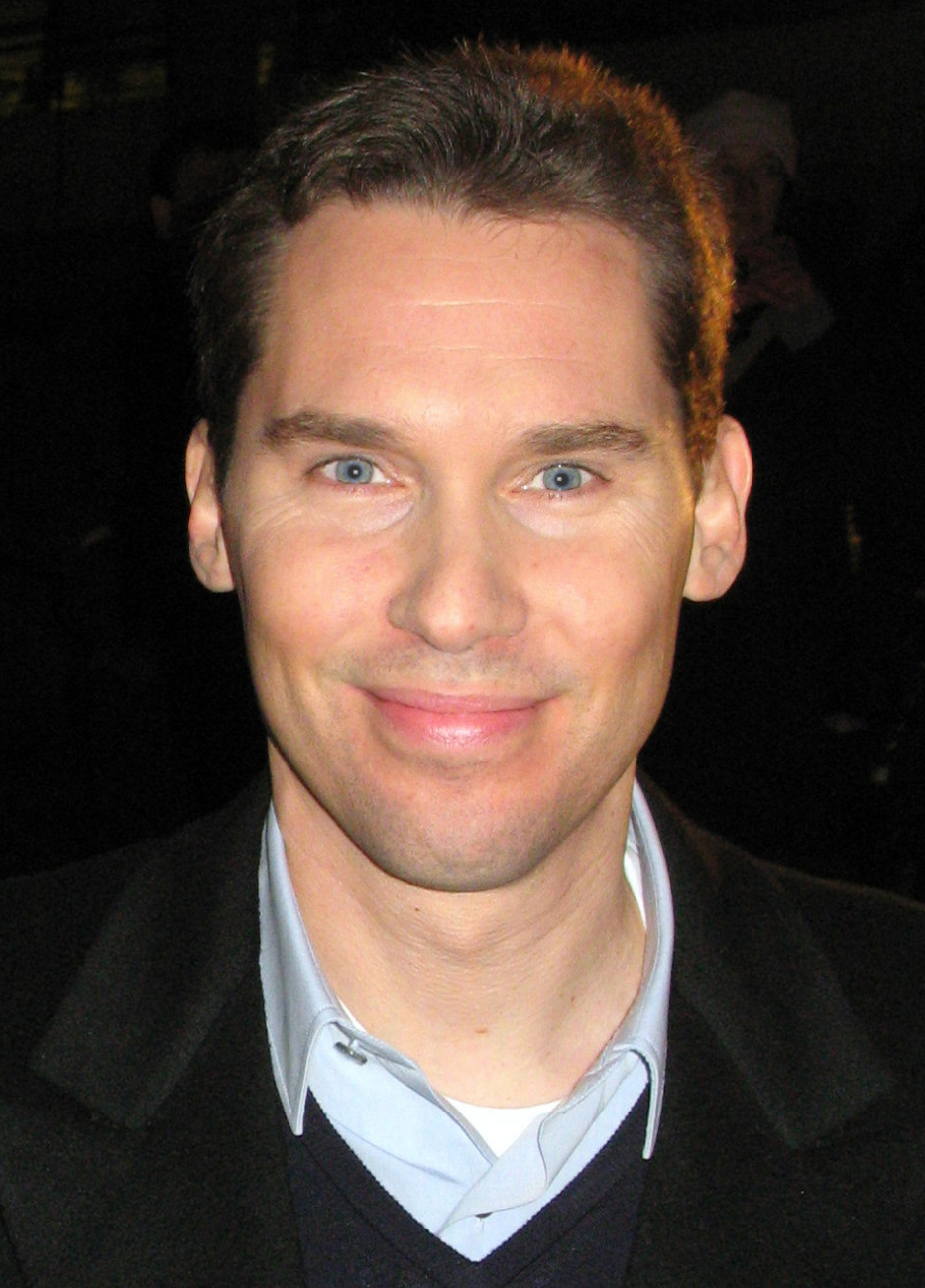
Bryan Singer rendezte a pilotepizódot és az első évad 3. részét.

A Doktor House a Heel and Toe Films, a Shore Z Productions és a Bad Hat Harry Productions kooprodukciója, melyet a Universal Media Studios-zal készítenek a Fox csatorna számára. Paul Attanasio, Katie Jacobs (Heel and Toe Films), David Shore (Shore Z Productions) és Bryan Singer (Bad Hat Harry Productions) a sorozat producerei a kezdetektől fogva. A pilot epizód után Lawrence Kaplow, Peter Blake és Thomas L. Moran írók csatlakoztak a sorozat stábjához, Doris Egan, Sara Hess, Russel Friend és Garrett Lerner írók pedig a második évad elején kerültek a csapatba. Friend és Lerner a kezdetekkor elutasították a felkérést, ám a sikerét látva végül mégis csatlakoztak a forgatókönyvírókhoz. A negyedik évadtól kezdve Moran, Friend és Lerner a sorozat producerei közé is bekerültek. Hugh Laurie az ötödik évad Nem rák és Kedvezőtlen kimenetel című epizódjainak producere volt, valamint a 6. évad 17., valamint a 8. évad 19. részét rendezte.
A sorozat showrunnere David Shore.
Az első öt évadban huszonnégy író működött közre, a legtermékenyebbek Deran Sarafian (22 epizód), Kaplow (16), Shore (14), Blake (13), Moran (12), Friend (11), Lerner (11), Egan (10) és Greg Yaitanes (10). A vizuális effektekért Elan Soltes felelős. A sorozat tanácsadója Lisa Sanders volt a Yale Schoole of Medicine intézményéből. Ő a szerzője annak a bizonyos Diagnózis-rovatnak, mely a Doktor House koncepcióját inspirálta. Shore szerint „három különböző orvos [...] ellenőriz mindent, amit csinálunk”. A forgatási helyszínen Bobbin Bergstrom hivatásos nővér segítette a forgatócsoportot.

### A szereplőválogatás
Először a producerek teljes mértékben amerikai színészt kerestek House szerepére. Leginkább Bryan Singer tartotta teljesen elképzelhetetlennek, hogy egy nem amerikai színészt kérjenek fel. A szereplőválogatás idején Hugh Laurie Namíbiában forgatta A Főnix útja c. filmet. A meghallgatásra szánt videóanyagát egy szállodai fürdőszobában vette fel, mert csak itt volt elegendő fény, és bocsánatot kért a minőségéért. (Singer a videót az Oszáma bin Láden-videókhoz hasonlította.) Laurie improvizált, egy esernyőt használt botként. Singernek nagyon tetszett az előadásmódja, megjegyezte, mennyire jól elkapta az „amerikai színész” a karakter lényegét. Singer nem tudta, hogy Laurie angol, és annyira meggyőző volt az amerikai akcentusa, hogy amerikainak nézte. Laurie szerint az amerikai akcentusa a fiatalkori „túl sok tévézésnek és mozizásnak” köszönhető. Bár az Egyesült Államokban jobban ismert Denis Leary, Rob Morrow és Patrick Dempsey neve is felmerült, Shore-t, Jacobst és Attanasiot legalább annyira lenyűgözte Laurie alakítása, mint Singert, és neki adták a szerepet.
Laurie később elmondta, hogy először azt hitte, a sorozat főszereplője dr. James Wilson, és House csupán egy mellékszereplő, mindaddig, míg meg nem kapta a pilotepizód forgatókönyvét. Laurie, akinek édesapja orvos, úgy nyilatkozott, hogy bűnösnek érezte magát, amiért rengeteg pénzt kap azért, hogy a saját apja utánzata legyen. A harmadik évadtól kezdve epizódonként 275 000–300 000 dollárt keresett, háromszor többet, mint az elején. Az ötödik évadra már epizódonként 400 000 dollárra emelkedett a fizetése, amivel a legjobban kereső sorozatszínészek közé került.

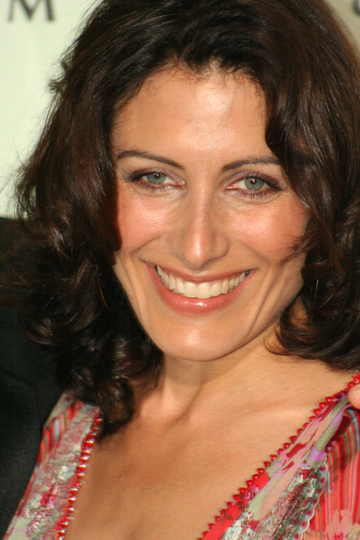
Az elnök embereiben nyújtott alakítása kapcsán figyeltek fel Lisa Edelsteinre

Robert Sean Leonard a Doktor House és a CBS készítette Gyilkos számok forgatókönyvét is megkapta. Leonard a Gyilkos számok forgatókönyvét izgalmasnak találta, és tervezte, hogy jelentkezik a meghallgatásra. Azonban úgy vélte, hogy Charlie Eppes karaktere túl sok jelentben látható, később úgy nyilatkozott, „Minél kevesebbet dolgozom, annál boldogabb vagyok”. Úgy vélte, a meghallgatása a Doktor House-ra nem sikerült túl jól, de Singerrel való barátsága mégis hozzásegítette dr. Wilson szerepéhez.
Singer Az elnök emberei című sorozatban látta meg Lisa Edelsteint, aki ott egy prostituáltat alakított. Singernek tetszett az alakítás, így elküldte neki a forgatókönyvet. Edelsteinnak megtetszett az írás minősége és a szereplő House-szal vívott szócsatái, így végül rá osztották Lisa Cuddy szerepét.
Jesse Spencer ausztrál színésznek az ügynöke javasolta, hogy jelentkezzen dr. Robert Chase szerepére. Spencer úgy gondolta, a sorozat olyan lesz, mint a General Hospital. Miután megkapta a szerepet, ragaszkodott hozzá, hogy Chase is ausztrál legyen a sorozatban. Patrick Dempsey is jelentkezett erre a szerepre, később egy hasonló sorozatban, A Grace klinikában kapott lehetőséget.
Omar Epps, dr. Eric Foreman megformálója egy korábbi, Vészhelyzet-beli szerepéből merített ihletet a figurához.
Jennifer Morrison úgy érezte, hogy a meghallgatása dr. Allison Cameron szerepére valóságos katasztrófa volt. Ennek ellenére Singer mégis őt választotta a szerepre, korábbi alakításai, főképpen a Dawson és a haverokban nyújtott teljesítménye alapján.
A harmadik évad végén House elbocsátja Chase-t, míg Foreman és Cameron felmondanak. House-nak ezután új csapatot kell összeállítania, amihez hét jelentkezőt választ ki. A producerek eredetileg úgy tervezték, hogy Foreman visszatérése után két új teljes tagja lesz a csapatnak, végül azonban úgy döntöttek, három új színészt hoznak a sorozatba. (Morrison és Spencer megmaradtak a szerepükben, a kórház más-más osztályán.) Ahogy House válogatta a tagokat, úgy a producerek is epizódonként egy jelentkezőtől búcsúztak el, így az utolsó pillanatig nem lehetett tudni, mely színészek maradnak végül. Végül kialakult a csapat: Foremanhez Lawrence Kutner (Kal Penn),Chris Taub (Peter Jacobson), és Remy Tizenhármas Hadley (Olivia Wilde) csatlakozott. Az elutasított jelöltek közül csak Amber Volakis (Anne Dudek) tért vissza Wilson barátnőjeként, illetve az ötödik évadban mint House hallucinációja. Kutner szerepét az ötödik évad vége előtt kiírták a sorozatból, miután Penn állást vállalt a Fehér Házban.

### Filmezési technikák és helyszínek

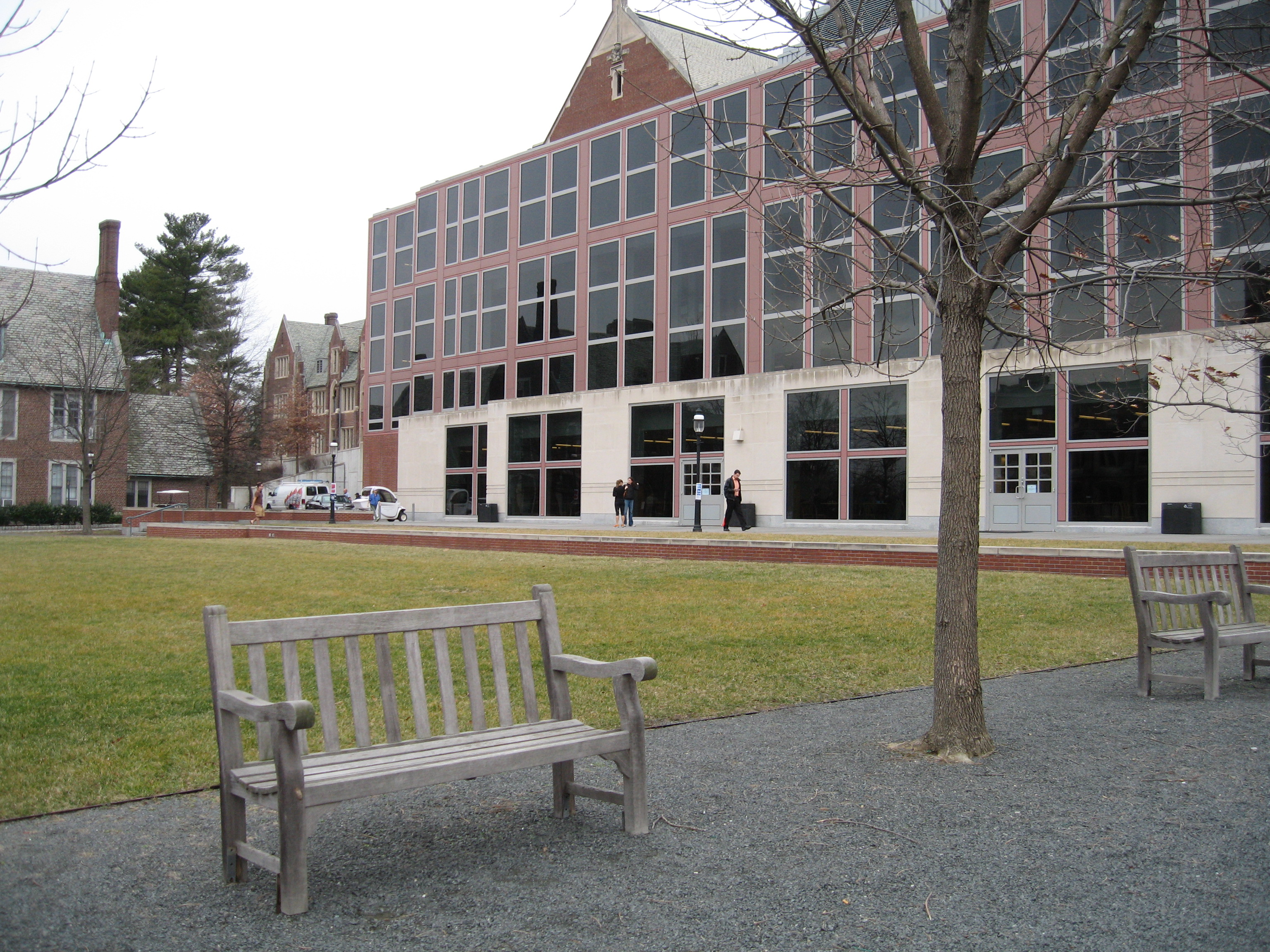
A Princeton Egyetem Frist Campus Centerének épületéről készülnek a PPTH légi felvételei

A Doktor House-ban gyakran alkalmazzák a walk and talk technikát, melyet olyan sorozatok tettek népszerűvé, mint a Vészhelyzet vagy Az elnök emberei. Ennek a technikának a során vagy úgynevezett fahrtkocsi segítségével, vagy Steadicammel veszik fel azokat a jeleneteket, melyekben a szereplők egyik helyszínről a másikra mennek, és közben párbeszédet folytatnak. Katie Jacobs producer szerint azért alkalmazzák gyakran ezt a technikát, mert így azt a hatást érik el, hogy a szereplőknek sürgős elintéznivalójuk van, nincs idejük megállni beszélgetni. Jacobs azt is elmondta, hogy Hugh Laurie 189 cm-es (6’2” láb) magassága is hozzájárul a módszer sikeréhez, mivel mindenkinél magasabb, így a walk-and-talk-jelenetek igazán markánssá válnak.
A The New Yorker újságírója, Nancy Franklin megjegyezte, mennyire nagyszerűek a betegek szerveiben zajló folyamatokat bemutató speciális effektusok: „Lefogadom, hogy nem tudták, hogy amikor a vesék leállnak, olyan hangot adnak ki, mint amikor kipukkasztanak egy buborékfóliát.” A kamera meglehetősen szokatlan „útvonalakat” jár be, a páciens agyában, a lábában, vagy akár az orrában is. Ezeket a speciális effektusokat mégsem mindig számítógépes animációval készítik, hanem makettek használatával és úgynevezett motion control fényképezéssel. A forgatások során gyakran helyeznek el a forgatókönyvben nem szereplő tárgyakat a díszletben, amelyek segítségével Laurie improvizálni tud.
A pilotepizódot Kanadában forgatták, a többi epizódot elsődlegesen a Fox Los Angeles-i stúdiójában. A sorozatbeli helyszínt, a New Jersey-beli Princetont Bryan Singer választotta.
A sorozat helyszíne a Princeton-Plainsboro Egyetemi Kórház, ez valójában a Princeton Egyetem Frist Campus Centerének épülete a légifelvételeken. A harmadik évad Fél-nóta című részéhez a Dél-Kaliforniai Egyetemen is forgattak. A hatodik évad egyes részei az elhagyatott New Jersey-beli Greystone Park Pszichiátriai Kórházban készültek, ez volt a kitalált Mayfield Pszichiátriai Kórház helyszíne.

### Főcím és nyitóképek

David Shore neve a sorozat bevezetőjében

A Doktor House főcíme egy fejről készült MRI-kép, amin áttűnik a bekeretezett H betű. Ezen keresztültűnik dr. House arca, majd megjelenik a sorozat teljes címe, House feje eltűnik, a cím aláhúzott lesz és megjelenik a végén az orvosi titulust jelölő M.D. felirat. Ez volt a pilotepizód teljes bevezetője. A többi epizód bevezetője hosszabb, a többi főbb szereplő nevével ábécérendben (Edelstein, Epps, Leonard, Morrison, Spencer), végül Shore nevével.
Miután a cím eltűnik, a sorozatbeli kórház épületének légi felvételei látszanak (ezek valójában a Princeton Egyetem épületei). Az ezt követő képeken mutatják be a szereplőket, a legtöbbjük neve az emberi test egy-egy részét ábrázoló kép mellett vagy előtt tűnik fel. Laurie neve az emberi fejet ábrázoló, az agyat szabadon mutató modell mellett jelenik meg; Edelstein neve egy idegsejt axonjainak számítógépes grafikája mellett tűnik fel; Epps nevét egy bordákról készült röntgenképre írták; Leonard neve a két agyféltekéről készült rajzon jelenik meg. A producerek eredetileg szerették volna House botjának és Vicodin-dobozának képét is megjeleníteni a bevezetőben, de ezt a Fox elutasította. Emiatt Morrison neve mellé más képet kellett választani, végül a Princeton Egyetem Carnegie-taván evezők légifelvétele mellett döntöttek. Spencer neve a gerinc egy régies anatómiai rajza mellett jelenik meg. Spencer és Shore nevének megjelenése között House-t és az eredeti három csapattagot láthatjuk a kórház egyik folyosóján. Jacobs szerint a legtöbb háttérképnek nincs különösebb jelentése, egyedül a created by David Shore (készítette David Shore) felirat alatt megjelenő emberi nyaknak van jelentősége, azt jelzi, hogy Shore a „sorozat agya”. 2005-ben a sorozat nyitóképe Primetime Emmy-díjat kapott a legjobb főcím-design kategóriában.
A sorozat eredeti főcímzenéje az Egyesült Államokban a Teardrop (Könnycsepp) című dal a Massive Attacktől. A dalt a Cocteu Twins énekesnője, Elizabeth Fraser énekli, a főcímben azonban csak a dal instrumentális verziója hallható. A dal egy akusztikus verziója hallható José González előadásában a negyedik évad záró epizódjában.

## Történet
Med. univ. Gregory House egy emberkerülő orvosi géniusz, aki egy diagnoszta-csapatot vezet a Princeton-Plainsboro Egyetemi Kórházban, New Jersey-ben. A legtöbb epizód egy páciens betegsége köré épül és úgynevezett cold opennel indít, mikor is a történet elkezdődik egy külső helyszínen, még a főcím megjelenése előtt, bemutatva a páciens tüneteit és kórházba kerülését megelőző eseményeket. Ezután a csapat megpróbálja diagnosztizálni és kezelni a betegséget, ez általában sikertelennek bizonyul és a páciens állapota kritikusra fordul. House osztálya kizárólag olyan betegekkel foglalkozik, akik már több orvosnál is jártak, de nem sikerült megfelelő diagnózist kapniuk. House általában visszautasítja az olyan eseteket, melyek nem keltik fel az érdeklődését. A történet középpontjában legtöbbször House megszokottnak nem nevezhető elméletei és gyógyítási módszere, illetve a többi szereplő reakciója áll, és nem a gyógyítási folyamat maga.

Néha szokatlan helyszíneken elmélkedik a diagnoszta-csapat

A csapat a differenciáldiagnózis módszerét használja, House vezényletével. House egy táblára írja fel, majd egyenként húzza ki a lehetséges okokat. A páciens betegségét rendszerint rosszul diagnosztizálják és emiatt rossz gyógyszerekkel kezelik az epizód során, ami további komplikációkhoz vezet az állapotát tekintve. Ezek a komplikációk és a felszínre hozott új tünetek azonban segítik House-t és a csapatát a helyes diagnózis felállításában. House sokszor szinte „a semmiből” áll elő a korrekt diagnózissal, legtöbbször egy másik szereplő vagy a saját semmiségnek tűnő megjegyzése vezeti a helyes megoldásra. A sorozatban jól ismert betegségek és nagyon ritkán előfordulók egyaránt szerepelnek. A Doktor House visszatérő poénja (running gag), hogy a csapat felveti, hogy a beteg esetleg szisztémás lupus erythematosusban szenved, de ez sosem bizonyul igaznak.
Sokszor azért nem sikerül helyes diagnózist felállítaniuk, mert a beteg hazudik a tüneteiről, a körülményeiről vagy a magánéletéről. House gyakran ismételgeti, hogy „mindenki hazudik”, vagy felveti a csapatnak a lehetőséget, hogy szerinte a beteg nem mond igazat. Ez a feltételezés vezeti House-t a diagnosztizálás és a döntések meghozatala során. Mivel legtöbbször House felvetései „hirtelen megvilágosodáson” vagy ösztönös megérzésen alapulnak, nehéz meggyőznie a kórház igazgatóját, dr. Cuddyt az engedélyhez kötött vizsgálatok vagy gyógymódok esetében. Cuddy leginkább akkor vonakodik engedélyezni House módszereit, amikor nagy az orvosi kockázat vagy a módszer etikailag megkérdőjelezhető. A csapat sem ért legtöbbször egyet House diagnózisával vagy módszereivel, főképp dr. Cameron ellenzi azokat, legtöbbször azért, mert jóval konzervatívabban vélekedik az orvosi etikáról, mint társai.
House-nak, akárcsak a többi orvosnak, a kórház rendelőintézetében is dolgoznia kell. Ezt a munkát kelletlenül végzi, unja, gyakran megpróbál furfangos módszerekkel kibújni a feladat alól; ez az egyes epizódok egyik mellékcselekményeként is szolgál. A rendelésére érkező betegeket gyakran meghökkenti nem mindennapi módszereivel, pimaszságával, azzal, ahogy beleüti az orrát a magánéletükbe. Annak ellenére, hogy teljes érdektelenséget mutat a páciensek bajai iránt, legtöbbször lenyűgözi azokat a gyors és helyes diagnózisaival. Előfordul, hogy a rendelőbeli egyszerű esetek adnak ötletet az epizód középpontjában álló betegség diagnosztizálásához.
House a Vicodin nevű fájdalomcsillapító rabja, ez szintén a sorozat egyik központi eleme. Néhány évvel korábban House izominfarktust szenvedett el a combjában, ami fájdalmat is okoz, és bot használatára is kényszeríti. Az első évad Elvonási tünetek című epizódjában House bevallja, hogy Vicodin-függő, de úgy véli a gyógyszer nemhogy gátolja, hanem segíti a munkáját. Cuddy és Wilson szerint House-nak elvonókúrára kellene járnia. Amikor valamiért nem jut Vicodinhoz, House más gyógyszerekkel (morfin, oxikodon, metadon) próbálja csillapítani a fájdalmát. Ha éppen nem dolgozik, gyakorta fogyaszt alkoholt is és magát „nagy ivónak” tartja. Az ötödik évad vége felé House hallucinálni kezd; Wilsonnal együtt egy sor betegség kizárása után megállapítják, hogy a Vicodin-függősége okozza. Egy ideig House tagadni próbálja ezt, az évad záró epizódjában végül elismeri a függőségét, és bevonul a Mayfield Pszichiátriai Kórházba. A 7. évad elején House összejön Cuddyval, kapcsolatuk több mint fél évadon keresztül kitart. A szakítás után House fájdalmai miatt visszatér a Vicodinra. Az évad végén House azt hiszi, hogy Cuddy már továbblépett, ezért autójával behajt volt barátnője házába, és börtönbe kerül. House lecsukása után egy nappal Cuddy felmond, a helyét Foreman veszi át, aki Wilsonnal közösen kihozza House-t a börtönből.

## Szereplők
| Szereplő                      | Színész                | Magyar hang                                                                                            | Magyar hang     |
| Szereplő                      | Színész                | 1. szinkron                                                                                            | 2. szinkron     |
| ----------------------------- | ---------------------- | --- | --------------- |
| Dr. Gregory House             | Hugh Laurie            | Szakácsi Sándor (2x12. rész feléig) Kulka János (2x12. rész felétől)                                   | Fekete Ernő     |
| Dr. Lisa Cuddy                | Lisa Edelstein         | Györgyi Anna                                                                                           | Györgyi Anna    |
| Dr. James Wilson              | Robert Sean Leonard    | Selmeczi Roland (1x01-3x10. rész) Szabó Sipos Barnabás (3x11-6x15. rész) Varga Gábor (6x16-8x22. rész) | Varga Gábor     |
| Dr. Eric Foreman              | Omar Epps              | Holl Nándor                                                                                            | Holl Nándor     |
| Dr. Allison Cameron           | Jennifer Morrison      | Zsigmond Tamara                                                                                        | Zsigmond Tamara |
| Dr. Robert Chase              | Jesse Spencer          | Fekete Zoltán                                                                                          | Fekete Zoltán   |
| Dr. Chris Taub                | Peter Jacobson         | Kapácsy Miklós                                                                                         | Kapácsy Miklós  |
| Dr. Lawrence Kutner           | Kal Penn               | Bozsó Péter                                                                                            | Bozsó Péter     |
| Dr. Remy Hadley (Tizenhármas) | Olivia Wilde           | Kéri Kitty                                                                                             | Kéri Kitty      |
| Dr. Martha M. Masters         | Amber Tamblyn          | Haumann Petra                                                                                          | Haumann Petra   |
| Dr. Jessica Adams             | Odette Annable         | Zakariás Éva                                                                                           | Zakariás Éva    |
| Dr. Chi Park                  | Charlyne Yi            | Sánta Annamária                                                                                        | Sánta Annamária |
| Edward Vogler                 | Chi McBride            | Faragó András                                                                                          | Varga Rókus     |
| Stacy Warner                  | Sela Ward              | Kocsis Mariann                                                                                         | Kocsis Mariann  |
| Michael Tritter               | David Morse            | Bognár Zsolt                                                                                           |                 |
| Dr. Amber Volakis             | Anne Dudek             | Timkó Eszter                                                                                           | Vadász Bea      |
| Dr. Darryl Nolan              | Andre Braugher         | Faragó András                                                                                          |                 |
| Lucas Douglas                 | Michael Weston         | Posta Victor (5. évad) Mikula Sándor (6. évad)                                                         |                 |
| Rachel Taub                   | Jennifer Crystal Foley | Erdős Borcsa (5x03. rész) Csonka Anikó (5x14. rész) Csizmadia Gabi (6-8. évad)                         |                 |
| Sam Carr                      | Cynthia Watros         | Orosz Anna                                                                                             |                 |
| Dominika Petrova              | Karolina Wydra         | Erdős Borcsa                                                                                           |                 |
| Dr. Jeffrey Cole              | Edi Gathegi            | Dányi Krisztián                                                                                        |                 |
| Dr. Travis Brennan            | Andy Comeau            | Barabás Kiss Zoltán                                                                                    |                 |
| Henry Dobson                  | Carmen Argenziano      | Cs. Németh Lajos                                                                                       |                 |

### Főszereplők

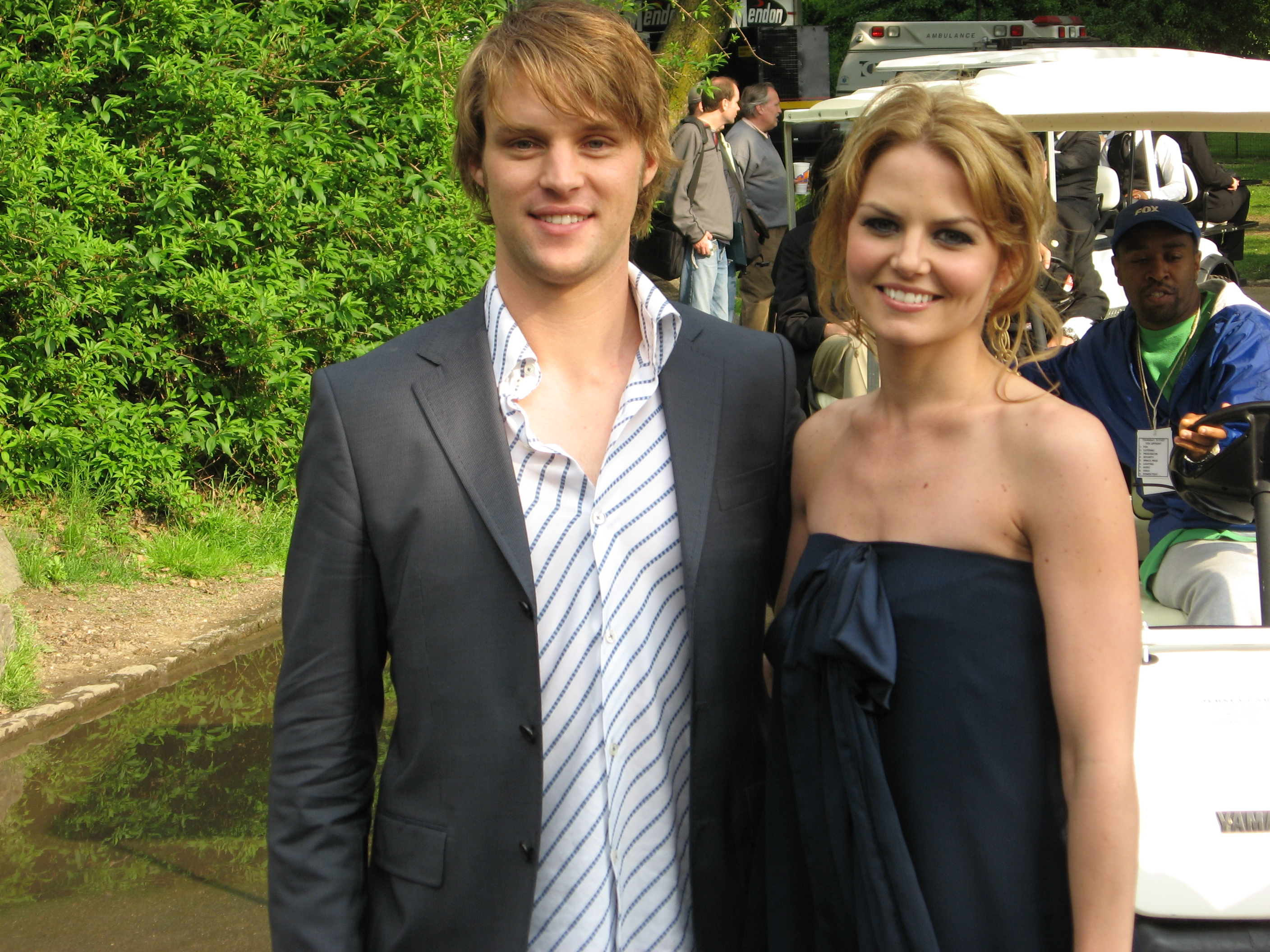
Jesse Spencer (dr. Robert Chase) és Jennifer Morrison (dr. Allison Cameron)

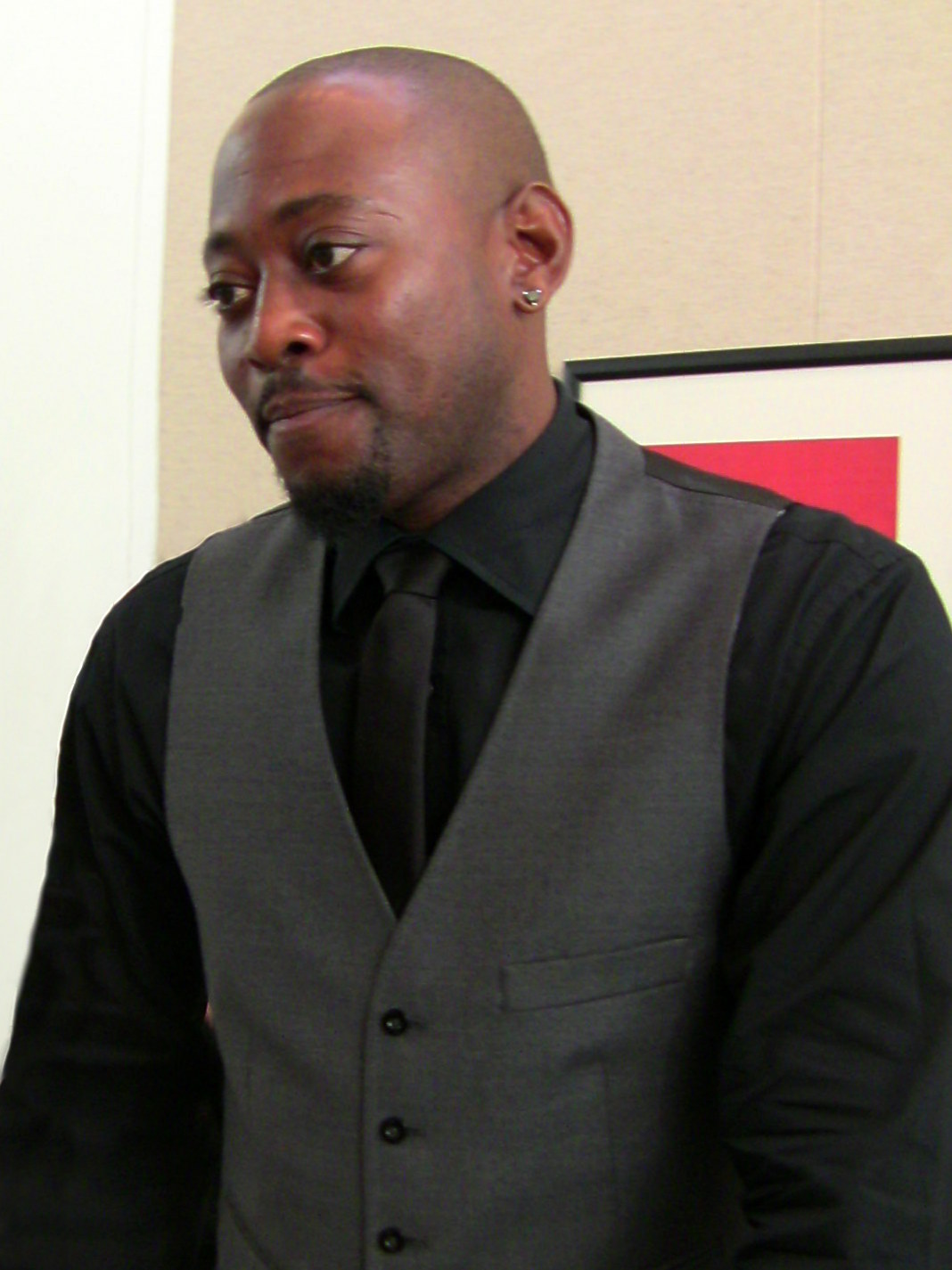
Omar Epps dr. Foreman szerepében

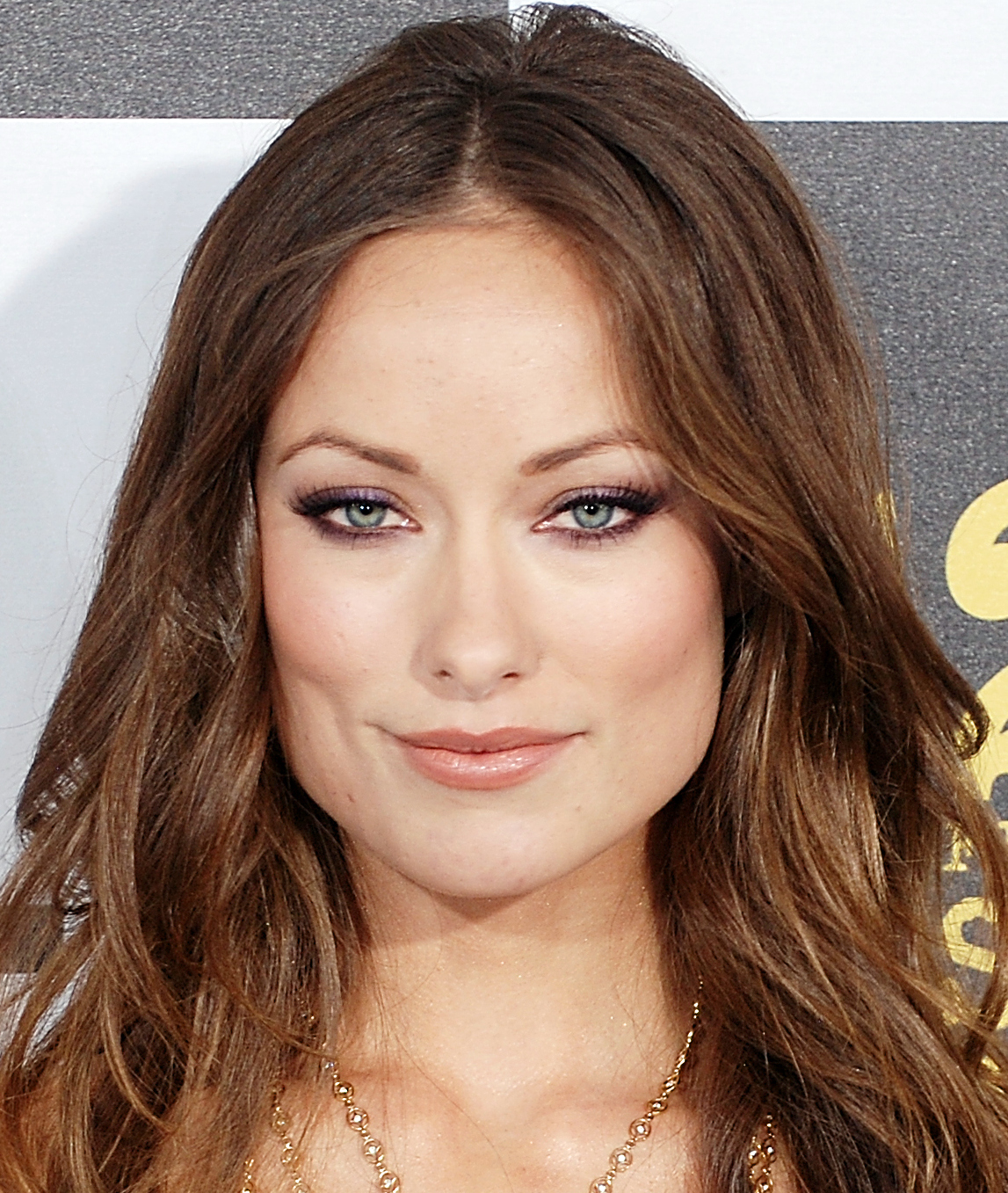
Olivia Wilde Tizenhármas szerepében

Hugh Laurie játssza a címszereplő dr. Gregory House figuráját, aki egy New Jersey-i oktatókórházban, a Princeton-Plainsboro Teaching Hospitalban praktizál. A nefrológia és a fertőző betegségek specialistája, valamint a diagnosztikai részleg vezetője. House a ritka betegségek diagnosztizálására specializálódott, főnöke, az endokrinológus dr. Lisa Cuddy (Lisa Edelstein), a kórház igazgatója. House és Cuddy kapcsolata bonyolult, beszélgetéseik tele vannak szexuális feszültséggel és célozgatásokkal. Az ötödik évad hatodik epizódjában csókolóznak először. Kapcsolatuk az ötödik évadban nem fejlődik tovább, bár egy későbbi epizód során House azt hallucinálja, hogy szeretkeznek. House legjobb barátja dr. James Wilson (Robert Sean Leonard) onkológus, aki néha segít megfejteni a megoldhatatlannak tűnő betegségeket.
House-t munkájában egy háromfős csoport segíti, a neurológus dr. Eric Foreman (Omar Epps), az immunológus, dr. Allison Cameron (Jennifer Morrison), és a belgyógyász (eredetileg sebész), dr. Robert Chase (Jesse Spencer). A harmadik évadban Foreman felmond, House elbocsátja Chase-t, mire Cameron is felmond. Így House diagnosztacsapat nélkül marad a negyedik évad premierjére.
Cuddy parancsára House nekilát, hogy új csapatot állítson össze. Negyven jelentkezőt választ ki, akiknek számot oszt 1-től 40-ig, majd leszűkíti a kört a végén hét jelöltre. A válogatási módszere Jacobs szerint a Survivor túlélőshowt idézi. House a jelentkezők képességeit az egyes esetek diagnosztizálása során méri le, ebben Foreman segíti, aki visszatér a kórházba, miután új munkahelyéről elbocsátják a Houséhoz hasonló viselkedése miatt. Mivel Foreman visszatért, ez azt jelenti, hogy House csapatában már csak két hely marad szabadon, ám az orvos trükkösen ráveszi Cuddyt, hogy felvehessen egy harmadik tagot is. Végül dr. Chris Taub (Peter Jacobson), korábbi plasztikai sebész; dr. Lawrence Kutner (Kal Penn), sportorvos-specialista; és dr. Remy Tizenhármas Hadley (Olivia Wilde) belgyógyász mellett dönt (utóbbi a becenevét a válogató során viselt sorszámáról kapta). Az évadzáró epizódban kiderül, hogy Tizenhármasnak öröklött Huntington-kórja van.
Az ötödik évad tizenegyedik epizódjában Tizenhármas és Foreman között viszony szövődik, ami még az ötödik évad végén is tart. 2009 márciusában az E! magazin közzétette, hogy az ötödik évad során az egyik szereplő meg fog halni. A huszadik epizódban Kutnert holtan találják a lakásában, lőtt sebbel a fején. House-t kivéve mindenki úgy véli, öngyilkosság történt.
Chase és Cameron továbbra is a kórházban dolgoznak, Cameron a sürgősségi osztályon dolgozik, míg Chase sebész. A második évad hetedik epizódjában Cameron és Chase egyéjszakás kalandba bonyolódnak. A harmadik évad közepén csak szexuális jellegű kapcsolatot létesítenek, amit Cameron „alkalmankéntinak” titulál. Mikor Chase bejelenti, hogy többet szeretne puszta testi kapcsolatnál, Cameron szakít vele. Az évad végére azonban Cameron gyengéd érzelmeket kezd el táplálni Chase iránt és komoly párkapcsolatot kezdenek. Az ötödik évad során eljegyzik egymást, majd az évadzáró epizódban össze is házasodnak. Mikor a hatodik évadban Chase újra House csapatának dolgozik, Cameron elhagyja a férjét és a kórházat, kilenc epizóddal később vendégszereplőként tér vissza.
A hetedik évadban Tizenhármas igazolatlan szabadságot vesz ki. Cuddy utasítja House-t, hogy női alkalmazottat vegyen fel a helyére, végül azonban maga választja ki a jelöltet, Dr. Martha M. Masters (Amber Tamblyn) személyében. Tizenhármas az évad 18. részében tér vissza, ekkor derül ki, hogy börtönben volt hat hónapig, mert halálba segítette gyógyíthatatlan beteg testvérét. Jacobson és Wilde a hetedik évadik nem számítottak főszereplőnek, a „további szereplők” alatt tüntették fel a nevüket. A hetedik évadban a főszereplők listájára kerültek, Tamblyn azonban nem.

### Visszatérő szereplők
Minden Doktor House–évadban vannak visszatérő szereplők, akik több epizódon keresztül szerepelnek a történetben. Az első évadban Edward Vogler (Chi McBride), egy gyógyszercég milliárdos tulajdonosa öt rész erejéig szerepelt a sorozatban. 100 millió dollárt adományoz a kórháznak, cserébe azért, hogy a testület feje lehessen. Vogler lett volna a gonosz szereplő megtestesítője, a Fox akarata szerint, azonban mire a Vogler-epizódok adásba kerültek a sorozat már olyan népszerű volt, hogy nem volt szükség erre a szereplőre, ezért kiírták a sorozatból. Shore úgy vélte, a gonosz karakter szerepeltetése nem igazolható a Doktor House esetében, hiszen a sorozat címszereplőjéről a nézők tudják, hogy nem rúghatják ki. Stacy Warner (Sela Ward), House korábbi barátnője, az első évad két utolsó és a második évad hét további epizódjában szerepel. A nő azt szeretné, ha House kezelné a férjét, Mark Warnert (Currie Graham), akit House az első évad záró epizódjában porfiriával diagnosztizál. House és a nő újra közel kerülnek egymáshoz, de végül a férfi azt mondja neki, térjen vissza a férjéhez, ami szinte megsemmisíti Stacyt.
A harmadik évad több epizódjában is felbukkan Michael Tritter nyomozó (David Morse). Megpróbál bocsánatkérést kicsikarni House-ból, aki korábban egy vizsgálóban hagyta Trittert egy hőmérővel a végbélnyílásában. Miután House megtagadja a bocsánatkérést, Tritter vény nélkül szedett narkotikum birtoklásával vádolja meg és kényszeríti, hogy járjon elvonókúrára. Mikor az ügy bíróságra kerül Cuddy hazudik House érdekében, és a vádakat elejtik. House-nak egy napot börtönben kell töltenie a bíróság megsértéséért, a rehabilitációját pedig a Vicodin hatása alatt fejezi be.
A negyedik évad elsődleges visszatérő szereplői az új diagnoszta-csapat jelöltjei. A később véglegesített három szereplőn kívül Jeffrey Cole (Edi Gathegi), Travis Brennan (Andy Comeau), Henry Dobson (Carmen Argenziano) és Amber Volakis (Anne Dudek) visszatérő karakterek. Volakison kívül a többiek a kiválasztási procedúra során elhagyják a sorozatot. Volakis Wilson barátnőjeként tűnik fel az évad további részeiben. Az évadzáró két epizódban Volakis megpróbálja hazakísérni a részeg House-t, amikor is a buszuk karambolozik, és Volakis meghal. Az ötödik évad végén újra feltűnik House hallucinációiban.
Lucas Douglas magánnyomozó (Michael Weston) az ötödik évad három epizódjában tűnik fel, a karaktert a The Rockford Files című televíziós sorozat ihlette. House először azért veszi fel Douglast, hogy az kémkedjen Wilson után, mivel Wilson megszakította barátságukat barátnője halálát követően. Később House azért fizeti Douglast, hogy a csapattagjai és Cuddy magánélete után kémkedjen. A tervek szerint amennyiben a közönségnek tetszett volna a karakter, a csatorna készített volna egy spin-off sorozatot Douglas főszereplésével. Ez azonban 2009 őszéig nem készült el. A 7. évadban 13 távozik egy időre, helyét Cuddy nyomására Martha M. Masters rezidens veszi át, aki egy zseni és személyisége House szöges ellentéte.

## Fogadtatás

### Kritikai fogadtatás

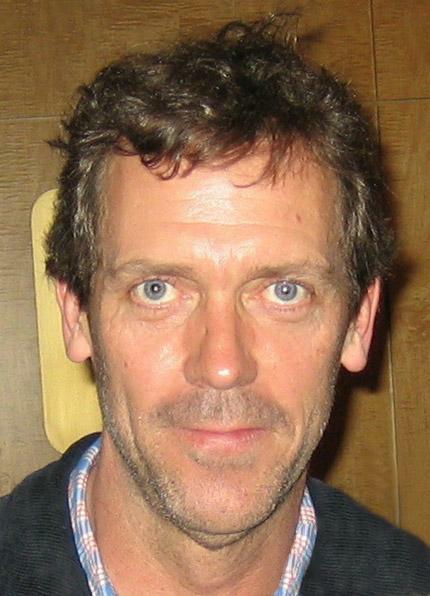
Doktor House megformálóját, Hugh Laurie-t dicsérik a kritikusok

A Doktor House debütálásakor jórészt pozitív kritikákat kapott, a kritikusok úgy vélték üdítő színfolt a Fox valóságshowkkal tarkított programjában. A TV Guide kritikusa, Matt Roush szerint a sorozat a „szokásos orvosi drámák szokatlan gyógyírja”. David Bianculli a New York Daily News-tól üdvözölte a magas színvonalú színészi játékot és a forgatókönyvet. A The Onion kiadványa, a The A.V. Club a „legkomiszabb” fekete humorú műsornak nyilvánította a Fox műsorai között. John Leonard a New York Magazine-től a „legkielégítőbb” orvosi sorozatnak nevezte, míg a The Boston Globe kritikusa, Mathhew Gilbert elismerően nyilatkozott arról, hogy a sorozat nem próbálja meg mézesmázosan elrejteni a szereplők hibáit, hogy elaltassa a nézők egészségügyi intézményekbe vetett bizalmatlanságát. Brian Lowry a Variety magazintól már nem volt ennyire elragadtatva, szerinte a történetmesélés csupán adathalmazokra alapoz, habár igen csillogó köntösben teszi mindezt. Tim Goodman a San Fransisco Chronicle-től középszerűnek és minden eredetiséget nélkülözőnek minősítette.
Gregory House karaktere különösen jó fogadtatást kapott. A The Washington Post kritikusa, Tom Shales szerint „az elmúlt évek legfelvillanyozóbb új főszereplője a televíziózásban”. Rob Owen (Pittsburgh Post-Gazette) „elragadóan közönyösnek” nevezte. A kritikusok összehasonlították például Hercule Poirot-val és Adrian Monk-kal. Laurie játékát elismerő szavakkal illetik. Goodman (San Francisco Chronicle) szerint egy „igazi csoda” és az egyetlen ok, amiért érdemes nézni a sorozatot. Gabrielle Donnelly (The Daily Mail) szerint Laurie összetett egyénisége miatt tökéletes választás volt a szerepre.
A sorozat eredeti szereplőgárdája is pozitív kritikákat kapott, Shales a Post-tól „első osztályú csapatnak” nevezte őket. A TV Guide, az Entertainment Weekly és a USA Today szerint Leonard (dr. Wilson) alakítása Emmy-díjat érdemlő. Biancully a Daily News-tól örült, hogy Edelstein (dr. Cuddy) végre tartalmas szerepet kapott. Daniel Fienberg szabadúszó kritikus csalódott, hogy Leonard és Edelstein nem kapnak az alakításukhoz méltóan több elismerést.
A negyedik évad nagy horderejű változásai vegyes fogadtatásra találtak. Todd Douglass Jr (DVD Talk) szerint az új csapattal mintha nagyobb lendületet kapott volna a sorozat, „az ötödik évad felállása pedig majdhogynem briliáns”. Alan Sepinwall (The Star-Ledger) szerint az új csapattagok válogatása új erőt adott a sorozatnak és Laurie is jobban meg tudta csillogtatni komikus énjét. A Los Angeles Times újságírójának, Mary McNamarának viszont nem tetszettek a változások: „a szereplőgárdát addig növelték egyre nagyobbra, a történetet addig-addig alakítgatták egyre elaprózottabbra és egyenetlenebbre, mígnem itt maradt egy rakás nagyszerű színész, akik arra kényszerülnek, hogy körbeállják Hugh Laurie-t, és nézik ahogy az összetartja a sorozatot pusztán az akaraterejével.” Robert Bianco (USA Today) üdvözölte a szezonzáró részt, úgy vélve, hogy az íróknak végül sikerült az egyébként túlzsúfolt és túlságosan ambiciózus történetet megmenteniük.
Az ötödik évad az első néggyel ellentétben meglehetősen negatív kritikákat kapott. A Sunday Times szerint a sorozat elvesztette a humorát. Maureen Ryan (Chicago Tribune) szerint a „House volt az egyik legjobb televíziós sorozat, de komolyan vakvágányra futott.” McNamara a Los Angeles Times-tól üdítő változatosságnak tartotta Lucas Douglas magánnyomozó karakterét, Ryan szerint azonban „irritáló” volt. A legtöbb kritikát Foreman és Tizenhármas viszonya kapta. Ryan szerint még Chase és Cameron kapcsolatában is több fantázia volt, mint ebben a románcban: „Nem a színészek hibája, hogy nem passzolnak. Az írók hibája, hogy azt hiszik, érdekel minket Tizenhármas magánélete, és hogy rákényszerítik ezt az unalmas kapcsolatot a sorozatra”.
A sorozat befejező évadját követően Steven Tong az Entertainment Weekly-től úgy fogalmazott, hogy a sorozat az utolsó évadokra már meglehetősen érzelmessé vált. A New York Magazin Vulture blogjában Margaret Lyons azt írta, hogy „A House sokkal inkább komplex elmélkedés a gyötrelemről mint csupán egy kórházsorozat, karakterábrázolás, vagy bármi más.” Lyon szerint azonban van egy határvonal a felvilágosult cinizmus és a bizonytalanságba torkolló gyötrelem között, és idővel a sorozat drámaisága csökkenni kezdett, míg „a szenvedés lángja egyre erősebben égett.” Alan Sepinwall tévékritikus véleménye szerint „a közbenső évadok sártengere végül minden meglévő érzelmi kötődésemet elvágta House személyes problémái iránt.”

#### USA Top 10-es listákon
| 2005 |
| --- |
| - #2 Newsday - #3 PopMatters - #3 USA Today - #4 The New York Times - #7 The Boston Globe - – Chicago Tribune |

| 2006                             |
| -------------------------------- |
| - #6 Newsday - – Chicago Tribune |

| 2007 |
| --- |
| - #2 Los Angeles Times - #2 Chicago Sun-Times - #5 The Boston Globe - #6 Newsday - #7 The Star-Ledger - #7 The New York Times - – Chicago Tribune |

| 2008                                         |
| -------------------------------------------- |
| - #4 Los Angeles Times - – Chicago Sun-Times |

| 2009                   |
| ---------------------- |
| - – The New York Times |

### Nézettségi adatok
A premierje óta a Doktor House állandó népszerűségnek örvend. Az első évad az összes televíziós sorozat nézettségi listáján a 24. helyen végzett, míg a nők között a kilencedik legnézettebb volt. A következő három évad az összes nézőt tekintve mindig top tízes helyezést ért el. A legtöbb nézőt a harmadik évad vonzotta, epizódonként átlagosan 19,4 millió nézővel az Egyesült Államokban. Jacobs szerint az alkotó csapatot is meglepte a nézettség. Az ötödik évad epizódonként 12 millió nézőt ültetett a képernyők elé, összesítésben pedig a 19. helyen végzett. Az American Idol után a Doktor House a Fox csatorna legnézettebb műsora.
A Doktor House legnézettebb epizódja az Egyesült Államokban a negyedik évad Fagyos című része volt, melyet a Super Bowl XLII után vetítettek. Több mint 29 millióan nézték. A sorozat azon a héten harmadik helyen végzett, az American Idol-lal együtt, és csak a Super Bowl és az azt követő ünnepség felvétele előzte meg.
Az alábbi táblázat az Egyesült Államokbeli nézettséget összesíti, epizódonkénti átlagnézőszám alapján, egy-egy évadra.
| Évad | Epizódok | Vetítési idő (ET)                                                                     | Évad kezdete         | Évad vége       | Év      | Helyezés | Nézőszám (millió) |
| ---- | -------- | ------------------------------------------------------------------------------------- | -------------------- | --------------- | ------- | -------- | ----------------- |
| 1    | 22       | Kedd 21:00                                                                            | 2004. november 16.   | 2005. május 24. | 2004–05 | #24      | 13,3              |
| 2    | 24       | Kedd 21:00                                                                            | 2005. szeptember 13. | 2006. május 23. | 2005–06 | #10      | 17,3              |
| 3    | 24       | Kedd 20:00 (2006) kedd 21:00 (2006–07)                                                | 2006. szeptember 5.  | 2007. május 29. | 2006–07 | #7       | 19,4              |
| 4    | 16       | Kedd 21:00 (2007–08) Hétfő 21:00 (2008)                                               | 2007. szeptember 25. | 2008. május 19. | 2007–08 | #8       | 16,2              |
| 5    | 24       | Kedd 20:00 (2008) Hétfő 20:00 (2009)                                                  | 2008. szeptember 16. | 2009. május 11. | 2008–09 | #19      | 12,0              |
| 6    | 22       | Hétfő 20:00                                                                           | 2009. szeptember 21. | 2010. május 17. | 2009–10 | #22      | 12,8              |
| 7    | 22       | Hétfő 20:00                                                                           | 2010. szeptember 20. | 2011. május 23. | 2010–11 | #42      | 10,3              |
| 8    | 22       | Hétfő 21:00 (2011) Hétfő 20:00 (2012 január–március) Hétfő 21:00 (2012 április–május) | 2011. október 3.     | 2012. május 21. | 2011–12 | #58      | 8,69              |

Magyarországon a Doktor House a TV2 egyik legnézettebb műsora volt, epizódonkénti 600 000–1 200 000 között változó nézőszámmal, ám az országos nézettségi listán a többi csatorna műsoraival összehasonlítva ritkán került be a harmincas toplistába.

### Díjak és elismerések
A Doktor House újraértelmezte a kórházsorozatok műfaját. Nincsenek többé idealizált orvosok, akik mindenre tudják a választ, vagy kórház, ahol kerekes hordággyal rohangálnak a folyosón. A Doktor House az orvosi lét módszertani és intellektuális követelményeire koncentrál. Az újfajta gyógymódok trial and error típusú alkalmazása a megszokott klasszikus procedúrán túlra viszi a sorozatot, melynek magjában a briliáns, de nem hiba nélkül való orvos osztogatja a recepteket – a modern orvostudomány találó szimbólumaként.

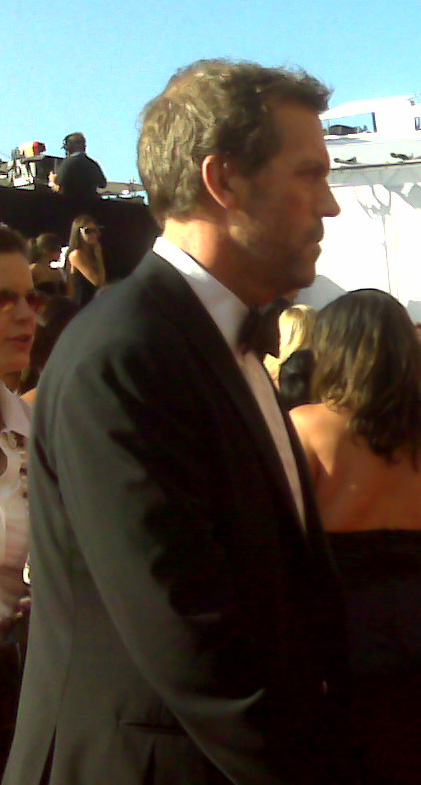
Hugh Laurie a 2007-es Emmy-díjkiosztón

A Doktor House számos díjat és jelölést kapott. 2005-ben megkapta a Peabody-díjat, melyet a nem konvencionális orvos-figuráért és az „orvosi Sherlock Holmes-esetekért” ítéltek oda. A sorozat szerepel az Amerikai Filmintézet (AFI) 2005-ös, „Az Év 10 Televíziós Programja” listájában.
A Doktor House-t hat Golden Globe-díjra jelölték, ebből kettőt kapott meg. Hugh Laurie-t négyszer jelölték a legjobb férfi főszereplő díjára drámai tévésorozatban, melyet 2006-ban és 2007-ben meg is nyert. 2008-ban és 2009-ben a sorozatot jelölték a legjobb drámai tévésorozat Golden Globe-díjára.
Hugh Laurie 2007-ben és 2009-ben Screen Actors Guild-díjat kapott drámai sorozatban nyújtott kiemelkedő férfialakításért. 2005-ben, 2007-ben és 2008-ban Laurie-t Emmy-díjra jelölték a drámai tévésorozat legjobb férfi főszereplője kategóriában. Magát a sorozatot is jelölték Emmy-re 2006-ban, 2007-ben és 2008-ban.
David Shore az első évad Három sztori című részének forgatókönyvéért 2005-ben Emmy-díjat és Humanitas-díjat kapott. Lawrence Kaplow a második évad Boncolás című epizód forgatókönyvéért elnyerte a Writers Guild of America díját 2005-ben. Greg Yaitanes rendező 2008-ban Emmy-díjat vihetett haza a negyedik évad House feje című epizódjáért. 2007-ben a sorozat maszkmesteri Emmy-díjat kapott arcprotézisért.
2005-ben Laurie szerepelt a TV Guide magazin címlapján, mint a „Legszexisebb férfi a tévében”. 2008-ban a valaha volt második legszexisebb televíziós orvosnak szavazták meg, az első helyen George Clooney végzett a Vészhelyzet-beli Doug Ross szerepében.
2011-ben Hugh Laurie bekerült a Guinness Rekordok Könyvébe mint legnézettebb férfi főszereplő televíziós műsorban.

### Szemináriumi tantárgy
A marburgi egyetem orvostudományi karán a dr. House filmsorozat szemináriumi tantárgy lett. Jürgen Schäfer az orvosi kar igazgatója, az egyik leghíresebb német kardiológus egy interjúban elmondta, hogy „a dr. House-t rendszeresen megtekintik, elemzik az orvostanhallgatókkal a heti szemináriumon. Az ugyanis az általános megítélés, hogy a tanterv hasznos kiegészítését jelenti.” A professzor szerint a sorozat nemcsak szórakoztató és izgalmas, hanem jóval közelebb áll a valósághoz, mint minden más általa ismert orvosi televíziós sorozat. Ez nem azt jelenti, hogy „dr. House orvosi magatartása általánosságban elfogadható lenne, de hát filmről van szó, így az megengedett”. A sorozat ugyanakkor a professzor szerint rendkívül jól ábrázolja az egyes betegségek tüneteit, az azokkal járó panaszokat, s a kezeléssel kapcsolatos elképzeléseket, a diagnózis-felállításokat. Az igazgató szerint a diákok egyik „kedvenc” tantárgyáról van szó.
Magyarországon bioetikai tárgyú előadássorozat és szakkönyv témája is lett a filmsorozat.

## Terjesztés
2008-ban a világon összesen 66 országban vetítették a sorozatot, több mint 81,8 millió nézővel a legtöbbet nézett televíziós sorozat volt a világon, túlszárnyalva még a két korábbi év győztesét, a CSI: A helyszínelők-et és a CSI: Miami helyszínelőket.).
Az Egyesült Államokban a Fox, Kanadában a GlobalTV sugározza, megegyező időosztásban. 2008-ban Kanadában a harmadik legnépszerűbb sorozat volt, Németországban pedig a legtöbbet nézett, Olaszországban 2. helyen végzett, Csehországban pedig harmadik helyen. A Doktor House Franciaországban, Spanyolországban, Svédországban és Hollandiában is rendkívül népszerű. Az Egyesült Királyságban a Five televíziós csatorna sugározta az első négy évadot, az ötödiket pedig a Sky1. Az évadok körülbelül egyéves késéssel érkeznek meg a szigetországba. Ausztráliában a Network Ten, Új-Zélandon a TV3 vetíti. Magyarországon a TV2 és az AXN sugározza (utóbbi az ismétléseket).
A sorozat részei letölthetőek az Amazon.com-ról, és az iTunes Store-ról. 2007-ben az NBC Universal (a terjesztő) és az Apple Inc. (az iTunes Store tulajdonosa) közötti vita miatt a negyedik évad nem volt elérhető iTunes Store-on. Az epizódok a Fox hivatalos honlapján is megtekinthetőek voltak. 2017 áprilisáig a Netflix katalógusában is elérhető volt a sorozat.
Mind a nyolc évad megjelent DVD-n, valamint blu-rayen is.
2019 és 2021 között mutatta be a törökországi Kanal D csatorna a sorozat török remake-jét, a Doktor Hekimoğlut, amelyet Magyarországon a SuperTV2 sugároz 2022. szeptember 14-től.

## Zene
Az eredeti főcímzene a Massive Attack Teardrop (Könnycsepp) című száma, amit Elizabeth Fraser énekel a Cocteau Twins együttesből. A sorozat főcímében azonban csak a dal instrumentális verziója hallható. Szerzői jogi problémák miatt több országban – például Magyarországon – sem használhatják ezt a dalt a televíziós vetítések során, helyette a Scott Donaldson és Richard Nolan által kifejezetten a sorozathoz komponált főcím hallható. A második évadtól ezt felváltja Jason Derlatka és John Ehrlich főcímdala.
A szerzői jogi problémák azonban csak a televíziós sugárzásra vonatkoznak, így a kiadott DVD-ken az eredeti zenék hallhatók.
A sorozathoz 2008. szeptember 18-án a Nettwerk Records adta ki a hivatalos zenei albumot House, M.D. Original Television Soundtrack címmel.

## Fordítás
- Ez a szócikk részben vagy egészben  a   House (TV series) című angol nyelvű Wikipédia-szócikk fordításán alapul.  Az eredeti cikk szerkesztőit annak laptörténete sorolja fel. Ez a jelzés csupán a megfogalmazás eredetét és a szerzői jogokat jelzi, nem szolgál a cikkben szereplő információk forrásmegjelöléseként.